# Nueva Shompoly
Nueva Shompoly (ucraniano: Нові Шомполи) es una localidad del Raión de Odesa en el óblast de Odesa del sur de Ucrania. Según el censo de 2001, tiene una población de 527 habitantes.